# Силла, Сумаила
Сумаила́ Силла́ (фр. Soumaïla Sylla; род. 15 марта 2004, Иври-сюр-Сен) — гвинейский футболист, вратарь клуба «Реймс». Участник Олимпийских игр 2024 в Париже.

## Клубная карьера
Силла — воспитанник клуба «Реймс». В 2022 году Сумаила начал выступать за дублирующий состав.

## Международная карьера
В 2024 году Силла был включён в заявку олимпийской сборной Гвинеи на участие в Олимпийских играх в Париже. На турнире он сыграл в матчах против команд Новой Зеландии, Франции и США. 